# Miota docilis
Miota docilis är en stekelart som först beskrevs av Nixon 1957.  Miota docilis ingår i släktet Miota, och familjen hyllhornsteklar. Arten är reproducerande i Sverige.